# Gentiana membranulifera
Gentiana membranulifera là một loài thực vật có hoa trong họ Long đởm. Loài này được T.N.Ho mô tả khoa học đầu tiên năm 2000.